# Siemens & Halske
Информация о компании Siemens AG, начиная с 1966 года, содержится в соответствующей статье.

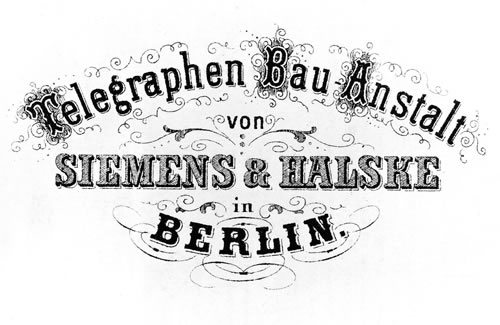
Логотип Telegraphenbauanstalt Siemens & Halske

Siemens & Halske (Сименс и Гальске, Сименс унд Хальске) — немецкая компания, занимавшаяся производством электротехнического оборудования, железнодорожного транспорта и бытовой техники.

## История

### 1847—1897

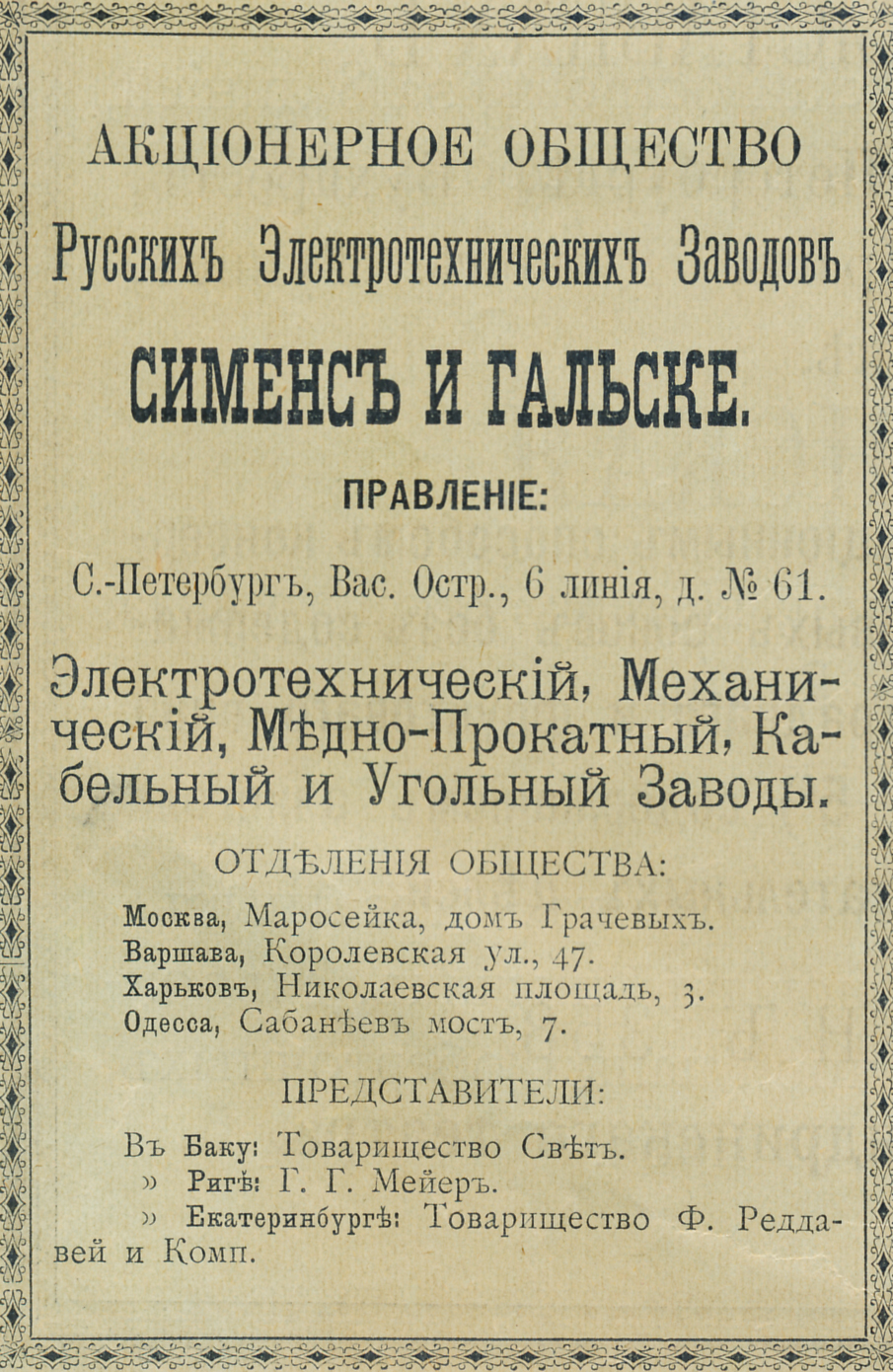
Реклама АО Сименс и Гальске, 1899 год.

Основатель фирмы — немецкий инженер, изобретатель, учёный, видный политический и общественный деятель Вернер Сименс. 12 октября 1847 года он совместно с Иоганном Гальске создал фирму «Telegraphen-Bauanstalt Siemens & Halske», занимавшуюся кроме электротелеграфии широким кругом работ в области точной механики и оптики, а также созданием электромедицинских аппаратов. Финансовую поддержку компании оказал двоюродный брат Вернера, советник юстиции Иоганн Георг Сименс. Он внёс стартовый капитал в размере 6 842 талеров для оплаты расходов по найму помещения, зарплаты, текущих расходов в приобретении инструментов и необходимых материалов.
В 1897 году компания была преобразована в акционерное общество «Siemens & Halske AG» с общим капиталом в 35 млн марок. 8 марта 1899 года произошло публичное размещение акций на бирже. Правление общества располагалось в Санкт-Петербурге по адресу 6-я линия В. О., дом № 61. Общество имело отделения в Москве, Варшаве, Харькове и Одессе, а также представителей в Баку, Риге и Екатеринбурге.

#### Строительство телеграфных сетей
В 1848—1849 годах фирма S&H AG построила первую в Германии телеграфную линию Берлин—Франкфурт-на-Майне. Первым сообщением, переданным по ней 28 марта 1849 года, стало известие об избрании в церкви Святого Павла во Франкфурте прусского короля Фридриха Вильгельма IV наследным кайзером Германии. Одновременно с этой линией было начато строительство линий, связавших Берлин с Кёльном, Гамбургом, Бреслау и Штеттином.
В 1849 году состоялось основание первого подразделения фирмы за пределами Германии — в Лондоне Вильгельм Сименс, брат Вернера Сименса основал агентство компании S&H AG, а в 1850 году там же была основана дочерняя компания. В 1858 году ею была открыта телеграфная фабрика в Финсбери, а затем, в 1863 году — фабрика по производству морского телеграфного кабеля в Вулвиче.
Компания продолжала развивать телеграфную сеть в Европе — в 1851 году Датское Королевское телеграфное управление заказало компании стрелочный телеграф, а год спустя правительство Нидерландов заказало оборудование, связавшее Роттердам с Бельгией.
Начальный период истории фирмы не обошёлся без неприятных моментов. В 1850-х годах разногласия с телеграфным ведомством Пруссии вылились в отмену всех заказов, что привело к серьёзному кризису молодой фирмы.
Фирму фактически спасли заказы из Российской империи. В 1853 году «Siemens & Halske AG» начала строительство русской телеграфной сети, которое завершилось через два года. Сеть покрыла расстояние свыше 10 тыс. км, протянувшись от Финляндское княжества до Крыма.
В 1853—1854 годах, по заказу Швеции были построены телеграфные линии Стокгольм—Гётеборг и Стокгольм—Мальмё. В 1856 году началось строительство телеграфных сетей в Османской империи, завершившееся к 1881 году.
В 1851 году в Лондоне, в знаменитом Хрустальном дворце прошла Первая Всемирная промышленная выставка. На ней стрелочный телеграф S&H AG был отмечен высшей наградой — медалью муниципалитета Лондона.
В 1862 году компания построила подводную линию, связавшую испанскую Картахену с алжирским Ораном.
В 1868 году компанией начато строительство Индо-Европейской телеграфной линии, торжественной открытие которой состоялось в 1870 году. Линия, длина которой составляла 11 тыс. км, связала Лондон, Берлин, Варшаву, Одессу, Керчь, Тифлис, Тегеран и Калькутту. Телеграмма на прохождение линии из конца в конец затрачивала 28 минут, что по меркам того времени было фантастической скоростью. Линия проработала до 1931 года — более 60 лет.
В 1872 году телеграфная линия длиной 2 700 км связала южное и северное побережье Австралии, протянувшись от Аделаиды до Дарвина. Всё оборудование было поставлено лондонской компанией «Siemens Brothers». В том же году была начата укладка морского телеграфного кабеля между Рио-де-Жанейро и Монтевидео, завершённая в 1875 году.

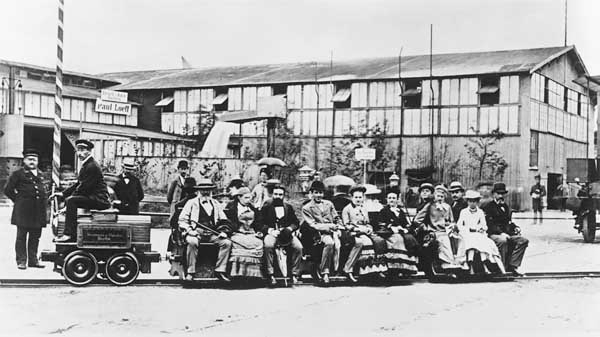
Электрическая железная дорога компании Siemens & Halske на Берлинской выставке 1879 года.

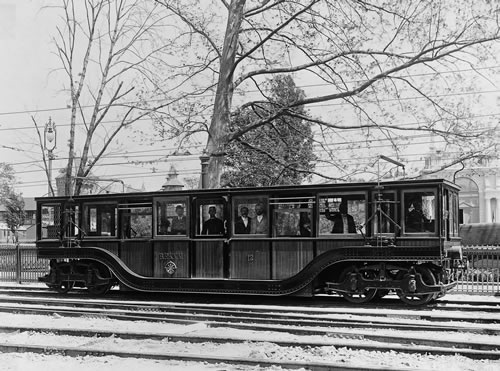
Метрополитен Будапешта стал первым метрополитеном континентальной Европы

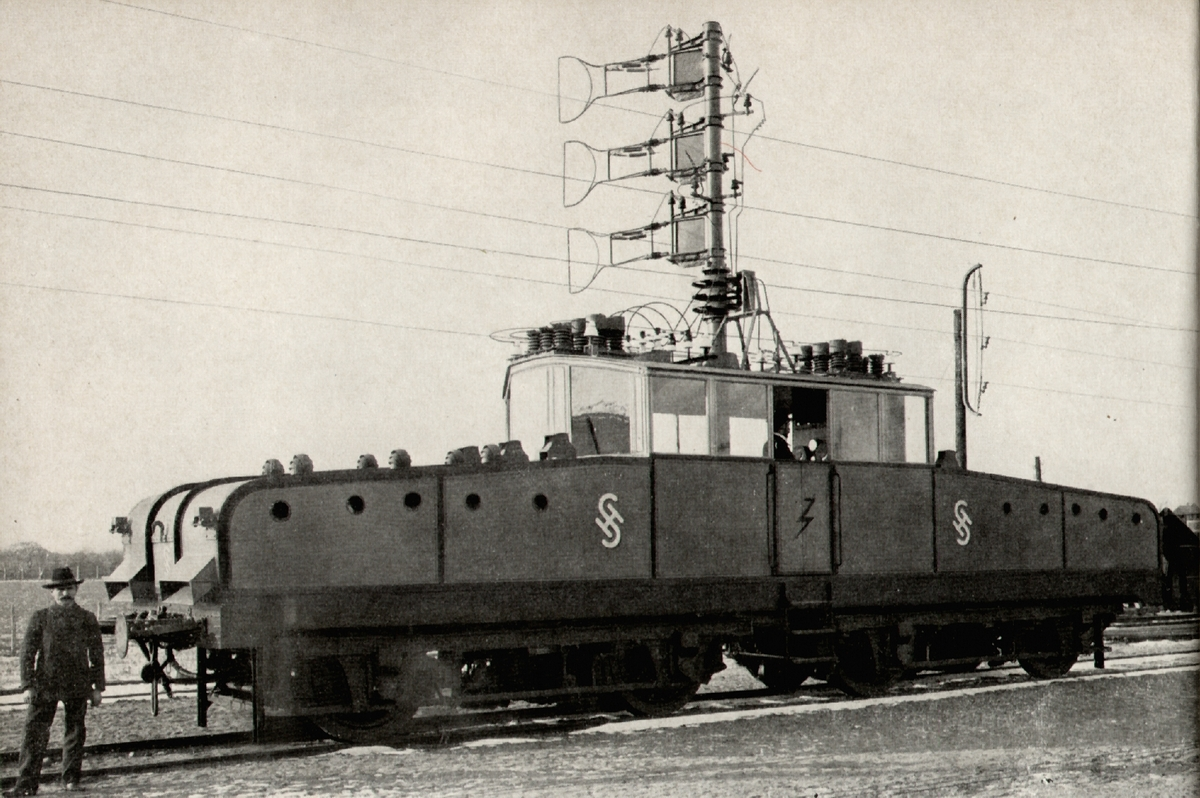
Экспериментальный электрический локомотив S&H (1902 год)

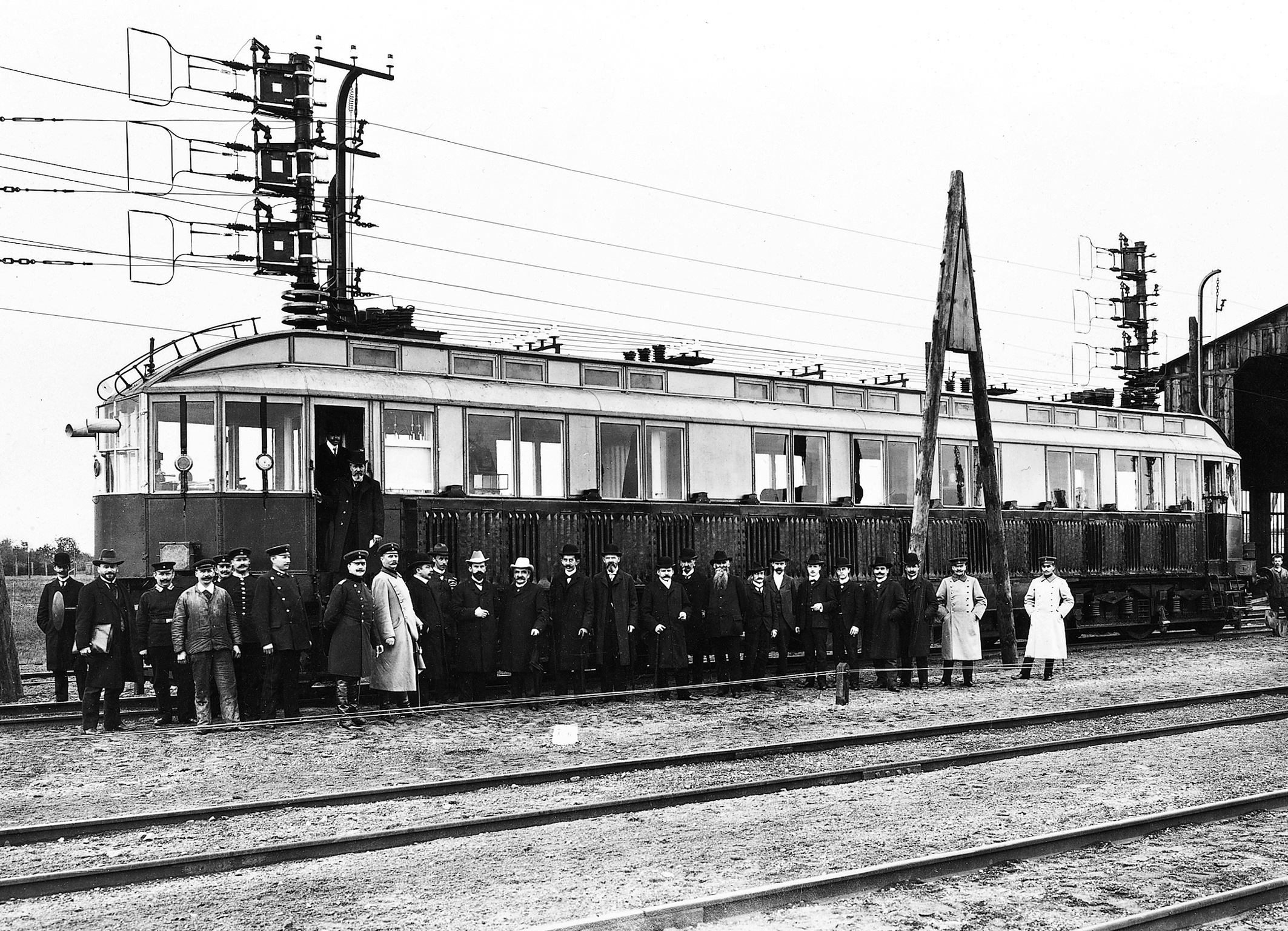
Экспериментальный высокоскоростной электрический вагон, созданный при участии компании «Siemens & Halske» развил скорость более 210 км/ч. По меркам 1903 года такая скорость была фантастичной

В 1874 году было построено специальное судно-кабелеукладчик «Фарадей», которое за годы службы проложило более 80 тыс. км кабелей. Компания продолжала сотрудничество с кораблестроителями и в дальнейшем: пять лет спустя, в 1879 году, «Siemens & Halske AG» оснастила три новейших немецких судна «Hannover», «Theben» и «Holsatia» электрооборудованием: генераторами, прожекторами и интерьерным электрооборудованием, а ещё через три года компания оснастила датский броненосец «Tordenskjold» электрическим оборудованием.

#### Энергетика
В 1881 году компания построила первую в мире общественную гидроэлектростанцию в британском Годалминге на реке Уэй.

#### Транспорт
В 1879 году посетители Берлинской выставки были поражены первой в мире электрической железной дорогой — маленький локомотив, возивший по кругу вагончики, двигался без привычного шума пара и клубов дыма. Однако уже 16 мая 1881 года между станцией Лихтерфельде Ангальтской железной дороги и Кадетским колледжем Берлина было открыто трамвайное сообщение. Длина пути составляла 2,5 км, максимальная скорость вагона — 30 км/ч. В 1883 году строится электрифицированная железная дорога в ирландском графстве Антрим, в том же году вступил в строй первый регулярный европейский трамвайный маршрут в окрестностях Вены на линии Мёдлинг — Хинтербрюль. В 1887 году трамвай появился в Будапеште. В 1890 году лондонская линия City and South London Railway была оснащена электрическими локомотивами фирмы «Siemens Brothers». В 1892 году началось сооружение пражского трамвая, завершённого девять лет спустя. В 1893 первый трамвай появился в Южном полушарии — в австралийском Хобарте. В 1896 году началось сооружение трамвайной линии в моравском Оломоуце.
2 мая 1896 года была открыта первая на европейском континенте линия метро в Будапеште, построенная компанией «Siemens & Halske AG» — только за первый год работы она перевезла 4 млн человек.
Через год началось строительство метро в Берлине, завершённое в 1902 году.

#### Светотехника
«Siemens & Halske» стала первым в Германской империи производителем ламп накаливания, начав производство в 1881 году.
В 1880-х годах компания осуществила два знаковых проекта в России — сконструировала систему освещения Невского проспекта и установила систему освещения Зимнего дворца. Вернер фон Сименс назвал последнюю «величайшей и самой впечатляющей системой освещения в мире».
Также в 1883 году компания оснастила электрическим освещением дворец султана Джокьякарты.

### 1898—1918

#### Транспорт
В 1902 году «Siemens & Halske AG» обязалась за 493 тыс. рублей поставить все необходимые материалы для строительства первой трамвайной линии в городе Пятигорск по маршруту «Вокзал — Академическая — Провал». Строительство электростанции и депо также было осуществлено этой компанией.
Первый трамвай был пущен 1 сентября 1903 года. Первый трамвай с пассажирами пошёл 5 мая 1904 года. В то время действовало всего два маршрута «Вокзал—Сабанеевские ванны» и «Цветник—Провал».

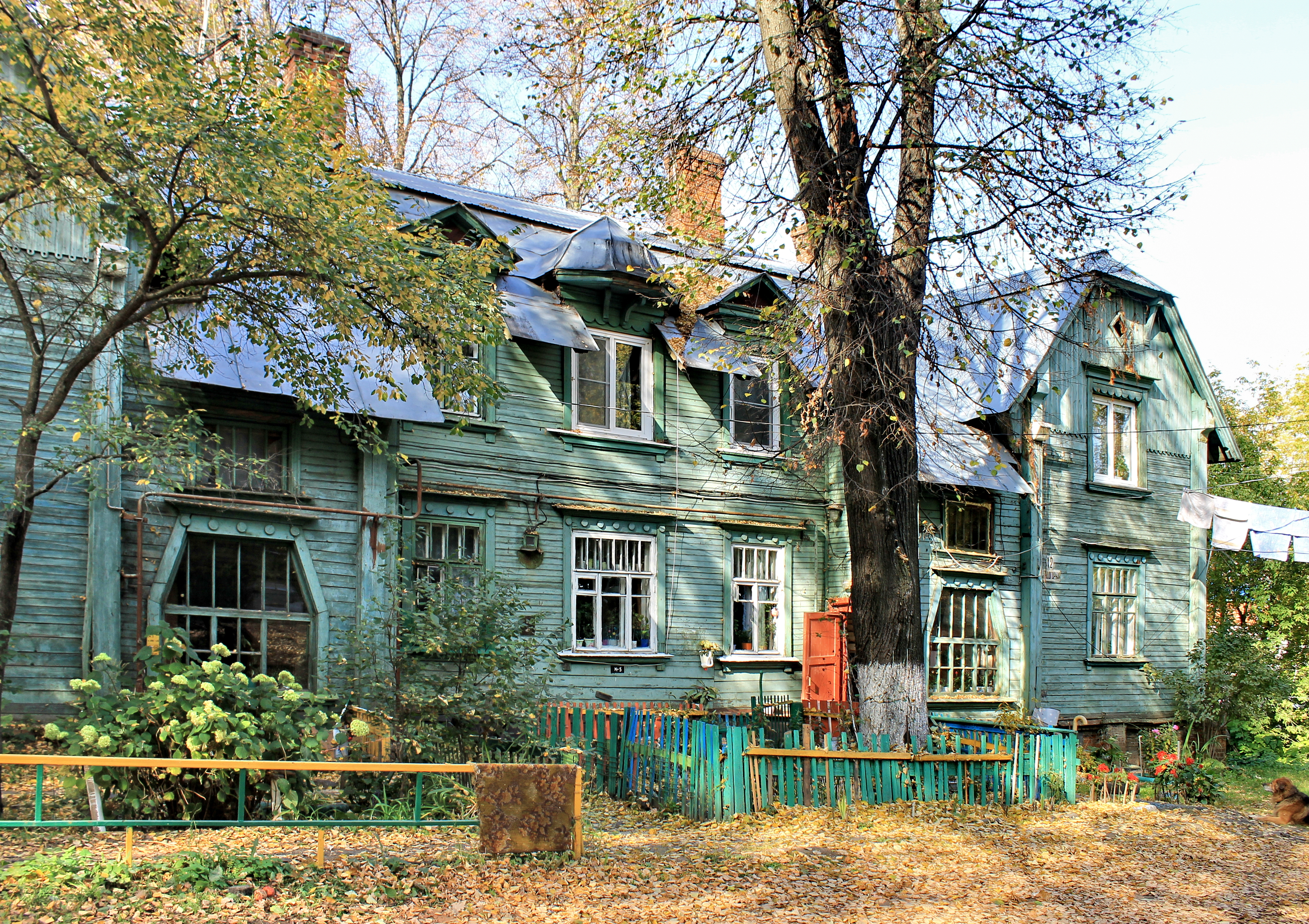
Коттедж рабочих «Сименс и Гальске» в Нижнем Новгороде, 1910-е годы

В 1899 году компания построила пекинский трамвай — первый в Китае. В том же году трамваи, построенные компанией, соединили голландские Харлем и Зандвоорт. В начале 1903 года на тестовой линии Мариенфельде—Цоссен экспериментальный высокоскоростной локомотив, созданный при участии «Siemens & Halske AG», показал рекордную скорость 210,2 км/ч. В 1910 году, акционерным обществом Русских Электротехнических Заводов «Сименс и Гальске», в Санкт-Петербурге была построена и начала свою работу фильтроозонная станция производительностью по очистке 50 000 м³ в сутки (Пеньковая улица, дом № 8; инженер Л. А. Серк, архитектор В. В. Старостин). 31 января 1917 года открылся завод «Сименс и Гальске АГ» в Нижнем Новгороде в 8 верстах от города по Арзамасскому тракту (ныне — ПАО «Нител» по проспекту Гагарина, 37).

#### Светотехника
В 1918 году «Siemens & Halske», AEG и «Auer-Gesellschaft» объединили свои производства ламп накаливания и светотехники в компанию OSRAM GmbH KG.

### 1919—1933
В 1928 году для развития технологии звукового кино «Siemens & Halske» и AEG организовали компанию «Klangfilm GmbH».

### 1933—1945
Поскольку компании, входившие в «Дом Сименса», производили военную технику, оборудование двойного назначения и оборудование для инфраструктуры, они, естественно, были тесно связаны с нацистским режимом, пришедшим к власти в 1933 году. Однако фактический глава «Дома Сименса» Карл Фридрих фон Сименс национал-социалистам не симпатизировал: при Веймарской Республике он долгие годы был членом Рейхстага от Германской Демократической партии, — что выливалось в трения с властями и осторожную критику режима до самой его смерти в 1941 году.

### 1945—1966

#### Послевоенное восстановление
После окончания Второй мировой войны компания, равно как и другие фирмы, входившие в «Дом Сименса», находилась в состоянии, близком к коллапсу. S&H потеряла 98 % берлинских активов, включая собственность, вывезенную СССР в счёт репараций.
Компания также лишилась многих сотрудников, в том числе председателя совета директоров Хайнриха фон Буоля, вывезенного советскими представителями в Москву и покончившего с собой 2 мая 1945 года. Джозеф Висен в своей книге «West German Industry and the Challenge of the Nazi Past, 1945—1955» приводит в качестве высказывания слова одного русского полковника: «Hitler Kaputt, Berlin Kaputt, Siemens Kaputt».